# Melilla Sport Capital Enrique Soler
El CAM Enrique Soler o también conocido como Melilla Ciudad del Deporte Enrique Soler por motivos de patrocinio, es un club de baloncesto de la ciudad autónoma de Melilla, con equipos de cantera y que juega en Tercera FEB durante la temporada 2024-2025.

## Historia
El CAM Enrique Soler inicia su andadura en 1996, contando con equipos bases en todas las categorías, femenina y masculina, que compiten en la Ciudad Autónoma de Melilla y realiza su actividad deportiva en las instalaciones del Colegio Enrique Soler.

### Liga EBA
En la temporada 2007-08, el club melillense se inscribe en la Liga EBA, categoría en la que jugaría durante 13 temporadas.
En la temporada 2019-20, el CAM Enrique Soler, queda en primera posición del grupo D de Liga EBA y al término de la temporada lograría el ascenso a liga LEB Plata.

### Liga LEB Plata
En la temporada 2020-21, el CAM Enrique Soler, debuta en Liga LEB Plata, terminando la liga en décima posición.
Disputaría tres temporadas mas en la liga LEB Plata, en dos de ellas clasificándose para disputar los playoffs de ascenso. En la 2021-22 llegaría a cuartos de final y en la 2023-24 en octavos de final.
Al finalizar la temporada 2023-24, tras el descenso del Club Melilla Baloncesto a la LEB Plata, ambos clubs  el Club Melilla Baloncesto y el CAM Enrique Soler, acuerdan su fusión.
El nuevo club en Segunda FEB (nueva denominación de la LEB Plata), mantiene el nombre de Melilla Baloncesto, con una junta directiva y equipo técnico unificado. Pero ambos club mantienen sus estructuras de cantera y el CAM Enrique Soler continua con su equipo en Tercera FEB (actual denominación de la liga EBA), como equipo filial del Club Melilla Baloncesto.

## Instalaciones
El CAM Enrique Soler juega en el Pabellón Guillermo García Pezzi, Polígono Industrial, Avenida Azucena s/n, Melilla. Con capacidad para 1300 espectadores y construido en 2011.

## Denominaciones
- Ciudad Autónoma de Melilla Enrique Soler (2006-2009)
- C.A.M. Enrique Soler (2009-2020)
- Melilla Sport Capital Enrique Soler (2020-2023)
- Melilla Ciudad del Deporte Enrique Soler (2024-)

## Temporadas
| Temporada | Nivel | División     | Pos. | Postemporada                                    | TR    | PO      |
| --------- | ----- | ------------ | ---- | ----------------------------------------------- | ----- | ------- |
| 2006-07   | 5     | 1.ª División | 2.º  | Fase ascenso (4º)/ Ascenso                      | –     | 0-2     |
| 2007-08   | 5     | Liga EBA     | 13.º | Descenso                                        | 9-19  | –       |
| 2008-09   | 5     | Liga EBA     | 6.º  | –                                               | 14-10 | –       |
| 2009-10   | 4     | Liga EBA     | 4.º  | –                                               | 19-11 | –       |
| 2010-11   | 4     | Liga EBA     | 6.º  | –                                               | 10-12 | –       |
| 2011-12   | 4     | Liga EBA     | 4.º  | –                                               | 10-6  | –       |
| 2012-13   | 4     | Liga EBA     | 5.º  | –                                               | 6-8   | –       |
| 2013-14   | 4     | Liga EBA     | 3.º  | Fase final ascenso (11.º)                       | 17-5  | 1-2     |
| 2014-15   | 4     | Liga EBA     | 5.º  | –                                               | 18-8  | –       |
| 2015-16   | 4     | Liga EBA     | 7.º  | Fase permanencia (13.º)                         | 5-9   | 6-0     |
| 2016-17   | 4     | Liga EBA     | 2.º  | Fase final Gr.D (2.º) Fase final ascenso (13.º) | 16-6  | 2-2 1-2 |
| 2017-18   | 4     | Liga EBA     | 3.º  | Fase final ascenso (15.º)                       | 16-12 | 0-3     |
| 2018-19   | 4     | Liga EBA     | 1.º  | Fase final ascenso (13.º)                       | 22-6  | 2-1     |
| 2019-20   | 4     | Liga EBA     | 1.º  | Ascenso                                         | 20-1  | –       |
| 2020-21   | 3     | LEB Plata    | 10.º | –                                               | 11-15 | –       |
| 2021-22   | 3     | LEB Plata    | 8.º  | Cuartos final (9.º)                             | 12-14 | 1-1-2   |
| 2022-23   | 3     | LEB Plata    | 9.º  | –                                               | 10-16 | –       |
| 2023-24   | 3     | LEB Plata    | 8.º  | Octavos final (16.º)                            | 11-15 | 0-2     |
| 2024-25   | 4     | Tercera FEB  | 8.º  | –                                               | 10-14 | –       |

## Entrenadores
- 2008-2009  Gerardo García
- 2009-2023  Javier Nieto
- 2023-2024  Alejandro Alcoba
- 2024-Actualidad  Ana Mónica Rodríguez

## Presidentes
- Actualidad  Álvaro González Rico

## Jugadores destacados
| - Pablo Yánez - Kemel Al-Hammouti - Edu Guillén - José Martínez - Alex Limón - Dani Terrón - Pelayo Larraona - Charles Poe - Carlos Pascual - Miguel Muriana - Philipp Holm - Javier Marín Ortega - José Alberto Expósito | - Dani López Dittert - José Santonja - Joe Graessle - Damon Sherman - Joe Bell - Julien Sargent - Kyle Robbins - Joaquín Carrasco - Cameron Anderson - Mouhamadou Diop - Nacho Giráldez - Donta Smith - Marcos Molina | - Sol Rolls - Jarvis Haywood - Jeremiah Davis - Erik Kalinicenko - Dusan Kostic - Imobach González - Jamal Tahraoui - Edmond Koyanouba - Alhassan Barrie - Wasim El Otmani - Michael Provenzano - Kenny Ejim - Álvaro Hurtado |